# Hermann Rorschach
Hermann Rorschach (Zürich, 8 november 1884 – Herisau, 2 april 1922) was een Zwitsers psychiater.
Hij is de uitvinder van de rorschachtest, ook bekend onder de naam 'de inktvlektest', die lang werd gebruikt voor psychodiagnostische technieken. Veel van zijn werk verrichtte hij in zijn tijd aan de universiteitskliniek Burghölzli bij Zürich, in dezelfde tijd dat Carl Jung en Franz Riklin er psychoanalytische associatietesten ontwierpen.
Hij wist dat de theoretische basis van zijn tests – op zijn best – wankel was en riep steeds om meer onderzoek. Tegelijkertijd twijfelde hij aan de wetenschappelijke neiging tot standaardisering en abstrahering. Als men daar te ver mee ging, deed men volgens hem unieke individuen geen recht. Zo verwoordde hij toen al de tweespalt die de wetenschap rond deze tests tot op heden bezighoudt.

## Privéleven
Zijn bijnaam op de middelbare school luidde Klex ('inktvlek'). Dit was, omdat hij aan klecksografie deed. 
Rorschach stierf op 2 april 1922, 37 jaar oud, aan buikvliesontsteking, waarschijnlijk ten gevolge van een blindedarmontsteking.